# 朱寨镇 (沛县)
朱寨镇，是中华人民共和国江苏省徐州市沛县下辖的一个乡镇级行政单位。

## 行政区划
朱寨镇下辖以下地区：
朱寨社区、闫集社区、张楼村、王楼村、朱集村、杏花村、梅村、蔡小楼村、燕牌坊村、朱岗村、蔡村、邵庙村、甄楼村、燕庙村、马园村、黄庄村、罗庵子村、蔡楼村、暗楼村、黄井村、甄庙村和闫寨村。